# Oldřich Duras
Oldřich Duras (Pchery, 30 ottobre 1882 – Praga, 5 gennaio 1957) è stato uno scacchista e compositore di scacchi cecoslovacco.
Nel periodo 1900-1914 fu uno dei più forti giocatori europei, ottenendo eccellenti risultati in molti tornei. Si ritirò dal gioco a tavolino nel 1914 per dedicarsi esclusivamente alla composizione di studi e di problemi.
Nel 1950 fu tra i primi 27 giocatori ad ottenere dalla FIDE il titolo di Grande maestro.
È ricordato anche per la stravagante difesa che porta il suo nome, gambetto Duras (chiamato anche Gambetto Fred), caratterizzata dalle mosse:
1.e4 f5

## Principali risultati
- 1903 : 2º a Hilversum dietro a Leonhardt
- 1906 : 2º a Norimberga, dietro a Marshall; nello stesso anno vinse il torneo Rice di Ostenda
- 1907 : 2º a Vienna
- 1908 : = 1º a Praga con Schlechter. Nello stesso anno pari primo a Vienna con Maroczy e Schlechter.
- 1909 : =3º con Spielmann al Memorial Chigorin di Pietroburgo
- 1910 : 2º ad Amburgo dietro a Schlechter, con cui però vinse nello scontro diretto
- 1912 : = 1º con Rubinstein nel Campionato tedesco di Breslavia

Ottenne risultati molto buoni con diversi campioni dell'epoca:
- Richard Teichmann: (+6 -2 =6)
- David Janowski: (+3 -1 =0)
- Carl Schlechter: (+2 -1 =11)
- Aaron Nimzowitsch: (+3 -2 =4)

Con Tarrasch e Maroczy pareggiò il risultato complessivo. Era invece in negativo con Emanuel Lasker (con cui giocò una sola partita), Capablanca (- 1 = 1), Marshall (+ 7 - 8 = 5), Rubinstein e Vidmar.